# Günter Winands

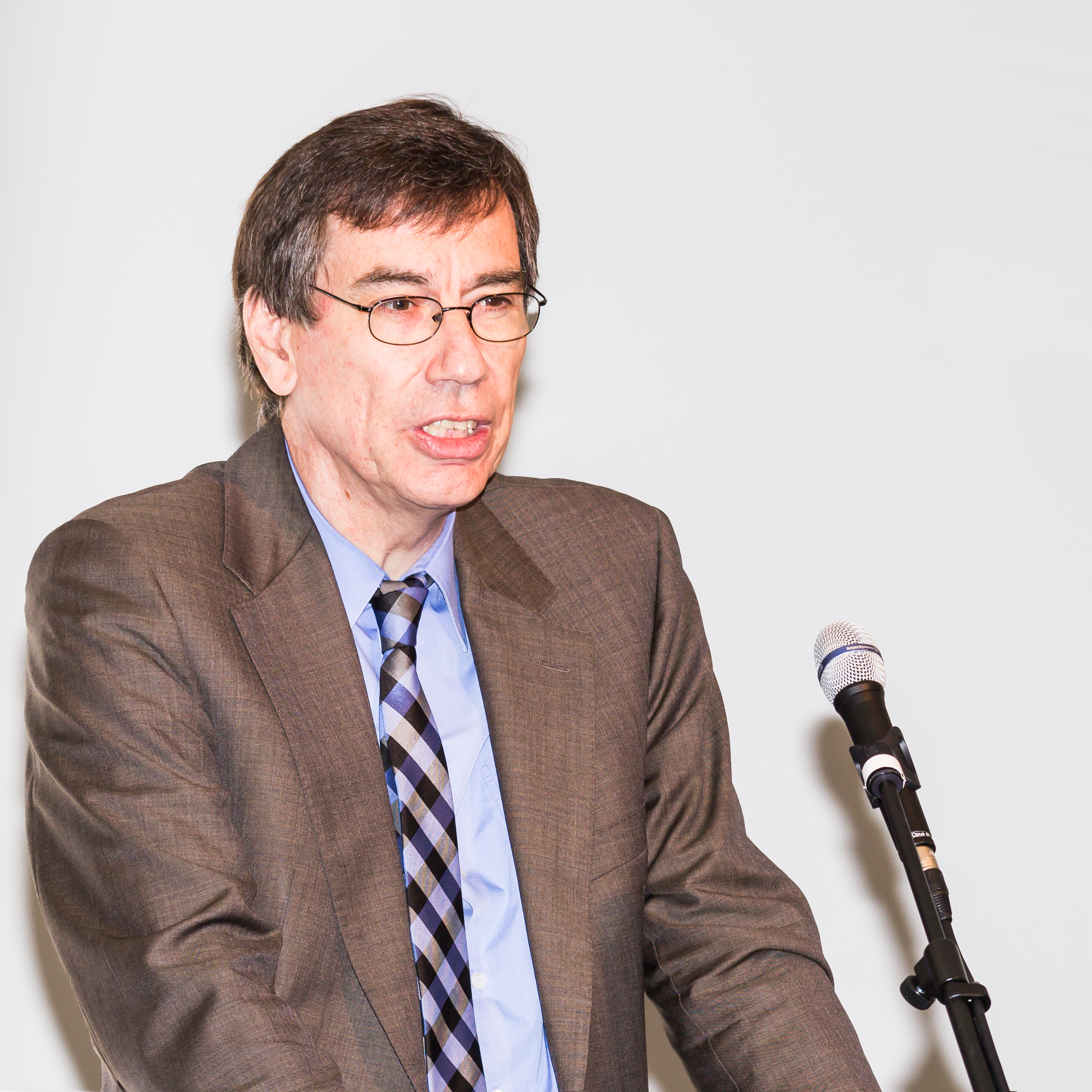
Günter Winands, 2015

Günter Winands (* 12. Dezember 1956 in Grotenrath, jetzt Geilenkirchen) ist ein deutscher politischer Beamter. Er war von 2005 bis 2010 Staatssekretär im Ministerium für Schule und Weiterbildung des Landes Nordrhein-Westfalen und von 2013 bis 2021 als Ministerialdirektor Leitender Beamter (Amtschef) bei der Beauftragten der Bundesregierung für Kultur und Medien.

## Leben

### Ausbildung
Nach dem Abitur in Übach-Palenberg studierte Winands von 1976 bis zur Ersten juristischen Staatsprüfung 1982 Rechts- und Politikwissenschaften an der Universität Bonn. Er war Stipendiat der Konrad-Adenauer-Stiftung. Parallel zur Referendariatszeit arbeitete er als wissenschaftlicher Mitarbeiter am staatsrechtlichen Lehrstuhl von Josef Isensee in Bonn und studierte Verwaltungswissenschaft an der DHV Speyer. 1986 erfolgte die Zweite juristische Staatsprüfung. 2013 promovierte Winands zum Dr. jur. mit der Dissertation „Der Schulversuch. Historische Entwicklung und geltendes Recht“ („summa cum laude“) an der juristischen Fakultät der Universität Bonn.

### Laufbahn
Nach seiner juristischen Ausbildung wurde Winands 1986 wissenschaftlicher Mitarbeiter der CDU/CSU-Bundestagsfraktion als Referent des damaligen Justitiars Manfred Langner. 1990 wechselte er in das Bundeskanzleramt und war dort ab 1991 bis 1998 Leiter des Kabinett- und Parlamentsreferats und Ständiger Protokollführer des Bundeskabinetts, beides in der Leitungsgruppe beim Chef des Bundeskanzleramtes, zunächst bei Bundesminister Rudolf Seiters, danach bei Bundesminister Friedrich Bohl. Von 1999 bis zu seiner Ernennung zum Staatssekretär war er in unterschiedlichen Funktionen bei der/dem Beauftragten der Bundesregierung für Kultur und Medien tätig, zuletzt als Ministerialdirigent zuständig für Grundsatzfragen und rechtliche Rahmenbedingungen der Kultur sowie zentrale Angelegenheiten. Er war dabei u. a. Leiter des Aufbaustabes der Kulturstiftung des Bundes (2002/2003) und Verhandlungsführer des Bundes in der Bund-Länder-Arbeitsgruppe zur Systematisierung der Kulturförderung in Deutschland (2001–2005).
Von Juli 2005 bis Juli 2010 war Winands beamteter Staatssekretär im Ministerium für Schule und Weiterbildung des Landes Nordrhein-Westfalen. Er hatte dieses Amt unter der damaligen Ministerin Barbara Sommer in der von Ministerpräsident Jürgen Rüttgers geführten CDU/FDP-Landesregierung inne. Winands war dabei u. a. Mitglied im ersten Stiftungsrat der Stiftung Jedem Kind ein Instrument.
Seit 2011 war Winands erneut bei der/dem Beauftragten der Bundesregierung für Kultur und Medien tätig, zunächst als Leiter der Gruppe Medien und Film, Internationales. Sodann war er von Mai 2013 bis Dezember 2021 Leitender Beamter (Amtschef) dieser obersten Bundesbehörde und Stellvertreter zunächst von Kulturstaatsminister Bernd Neumann und danach acht Jahre von Kulturstaatsministerin Monika Grütters. Da beide Bundeskanzlerin Angela Merkel zugeordnet waren, nahm er zugleich die Funktion vergleichbar eines Abteilungsleiters für Kultur und Medien im Bundeskanzleramt wahr. Sein Nachfolger wurde Andreas Görgen.
Seit September 2021 ist Winands ehrenamtlicher Vorsitzender des Vorstands der Bundeskanzler-Helmut-Kohl-Stiftung mit Sitz in Berlin. Seit 2022 engagiert er sich außerdem ehrenamtlich als Lehrbeauftragter für Kulturpolitik an der Universität Bonn.

### Gremientätigkeit
Als Schulstaatssekretär führte Winands 2005–2010 den Vorsitz im Stiftungsrat „Stiftung Partner für Schule Nordrhein-Westfalen“, war Mitglied im Stiftungsrat des Stiftung Jedem Kind ein Instrument und den Kuratorien der Sportstiftung NRW und des Fördervereins der NRW-Stiftung.
Als Amtschef der BKM gehörte Winands zwischen 2013 und 2021 einer großen Zahl von Gremien gesamtstaatlich bedeutsamer Kultur- und Medieneinrichtungen an:
- Vorsitz Kuratorium, Stiftungs- oder Aufsichtsrat: Deutsches Historisches Museum, Haus der Geschichte der Bundesrepublik Deutschland; Deutsche Nationalbibliothek; Deutsche Kinemathek, Deutsches Zentrum Kulturgutverluste (zunächst Gründungsvorstand 2015, danach Stiftungsratsmitglied, Vorsitz ab 2019); Kunst- und Ausstellungshalle der Bundesrepublik Deutschland; Barenboim-Said Akademie; Beethoven Jubiläums GmbH (zunächst Mitglied Aufsichtsrat, Vorsitz ab 2019)

- Stellvertretender Vorsitz: Kulturveranstaltungen des Bundes in Berlin (Berlinale, Berliner Festspiele, Haus der Kulturen der Welt), Stiftung Weimarer Klassik; außerdem bis 2020: Stiftung Berliner Mauer, Stiftung Topographie des Terrors; Richard-Wagner-Stiftung Bayreuth

- Vorsitz Geschäftsführender Ausschuss des Stiftungsrates: Stiftung Preußischer Kulturbesitz, außerdem stellv. Mitglied und stellv. Vorsitz Stiftungsrat und Mitglied SPK-Reformkommission (2020/2021)

- Mitglied Stiftungsrat: Stiftung Preußische Schlösser und Gärten, Stiftung Humboldt Forum im Berliner Schloss (ab 2018 stellv. Mitglied)

- Mitglied Gesellschafterversammlung: Bayreuther Festspiele (bis 2020)

- Mitglied Gemeinsamer Ausschuss: Hauptstadtkulturfonds in Berlin,

- Stellv. Mitglied: Kulturstiftung des Bundes, Kulturstiftung der Länder, Stiftung Jüdisches Museum Berlin; Stiftung Berliner Philharmoniker (seit 2018)

Er war zudem 2011 bis 2017 Mitglied im Verwaltungsrat und Präsidium der Filmförderungsanstalt des Bundes (seit 2017 stellv. Mitglied) und 2012 bis 2022 Mitglied im Rundfunkrat der Deutschen Welle.
Seit 2021 Vorsitzender der Vorstands der Bundeskanzler-Helmut-Kohl-Stiftung.

### Familie
Winands ist römisch-katholischer Konfession, verheiratet und hat zwei erwachsene Kinder.

### Veröffentlichungen

#### Bücher
- Der Status des Kriegsverbrechers nach der Gefangennahme. Eine völkerrechtliche Untersuchung. Bock und Herchen Verlag, Bad Honnef 1980, ISBN 3-88347-055-4.

- Der Schulversuch. Historische Entwicklung und geltendes Recht. Duncker & Humblot Verlag, Berlin 2014, ISBN 978-3-8391-0751-5.

#### Buchbeiträge und Aufsätze (Auswahl)
(Quelle:)
- Das Steuererfindungsrecht der Gemeinden. In: Juristische Schulung. 1986, S. 942–950.

- mit Otto Depenheuer: Der parlamentarische Untersuchungsauftrag: inhaltliche Bestimmtheit und thematische Reichweite. In: Zeitschrift für Rechtspolitik. 1988, S. 258–264.

- Stiftungen als bürgerschaftliches Engagement. Zur Stärkung der Stiftungskultur in Deutschland durch die Reform des Stiftungsrechts. In: Wolfgang Beer u. a. (Hrsg.): Stiftungen als bürgerschaftliches Engagement. Bad Boll 2000, ISBN 3-923071-10-8, S. 111–122.

- Ist Wissen Macht? – Wert und Unwert des Staatsgeheimnisses. Erfahrungen aus dem Leitungsbereich des Bundeskanzleramtes. In: Otto Depenheuer (Hrsg.): Öffentlichkeit und Vertraulichkeit. Theorie und Praxis der Politischen Kommunikation. Springer Verlag, Wiesbaden 2001, ISBN 978-3-322-83360-0, S. 111–124.

- Die Behandlung unerledigter Gesetzentwürfe der Bundesregierung und des Bundesrates zu Beginn einer Legislaturperiode. In: Otto Depenheuer u. a. (Hrsg.): Nomos und Ethos. Hommage an Josef Isensee zum 65. Geburtstag von seinen Schülern. Duncker & Humblot Verlag, Berlin 2002, ISBN 3-428-10776-4, S. 257–282.

- Die „Gemeinschaftsschule“ in Nordrhein-Westfalen: Grenzen eines Schulversuchs. In: Die öffentliche Verwaltung. 2011, S. 45–53.

- mit Melanie List: Das neue Kulturgutschutzgesetz. In: Kunst und Recht. 2016, S. 198–206.

- Kunst und Kultur. In: Otto Depenheuer, Bruno Kahl (Hrsg.): Staatseigentum. Legitimation und Grenzen. Springer Verlag, Berlin 2017, ISBN 978-3-662-54307-8, S. 327–351.

- Der Schulversuch in Geschichte und Gegenwart. Königsweg der Schulreform? In: Heiner Barz (Hrsg.): Handbuch Bildungsreform und Reformpädagogik. Springer-Verlag, Wiesbaden 2018, ISBN 978-3-658-07490-6, S. 143–154.

- Von den Anfängen der BKM bis heute – Schlaglichter einer kulturpolitischen Erfolgsgeschichte. In: Olaf Zimmermann (Hrsg.): Wachgeküsst. 20 Jahre neue Kulturpolitik des Bundes 1998–2008. Berlin 2018, ISBN 978-3-947308-10-1, S. 173–179.

- (Innen-)Kulturpolitik in Deutschland. Geschichte und Perspektive auf Bundesebene. In: Ronald Grätz, Markus Hilgert (Hrsg.): Innen – Außen. Perspektiven einer integrierten Kulturpolitik. Steidl Verlag, Göttingen 2011, ISBN 978-3-95829-972-6, S. 71–79.

- Recht für Nachhaltigkeit – Recht auf Nachhaltigkeit. In: Olaf Zimmermann, Hubert Weiger (Hrsg.): Ohne Kultur keine Nachhaltigkeit. Wie der Kultur- und Naturschutzbereich gemeinsam die UN-Nachhaltigkeitsziele voranbringen können. Berlin 2023, ISBN 978-3-947308-40-8, S. 220–228.

- Die Bundeskanzler-Helmut-Kohl-Stiftung – Auftrag, Aufbau und Aufgaben. In: Bundeskanzler-Helmut-Kohl-Stiftung (Hrsg.): Ich bin doch kein Denkmal. Eröffnung der Bundeskanzler-Helmut-Kohl-Stiftung. Ch. Links Verlag, Berlin 2024, ISBN 978-3-96289-223-4, S. 113–121.

- Neuordnung der Pfarreistrukturen im Erzbistum Köln. Anforderungen und Grenzen nach kirchlichem und staatlichem Recht. In: Nordrhein-Westfälische Verwaltungsblätter. 2024, S. 401–418.